# Bárbara Luz
Bárbara Luz (Coimbra, 28 de maio de 1993) é uma tenista portuguesa.
Em Julho de 2013, Bárbara encontra-se classificada na posição número três nacional, pela WTA.

## ITF finals (3–6)[5]

### Singles (3–3)
| Legend               |
| -------------------- |
| $100,000 tournaments |
| $75,000 tournaments  |
| $50,000 tournaments  |
| $25,000 tournaments  |
| $10,000 tournaments  |

| Finais por piso |
| --------------- |
| Duro (3–1)      |
| Saibro (0–2)    |
| Relva (0–0)     |
| Carpete (0–0)   |

| Outcome   | No. | Data                  | Torneo               | Piso | Oponente                 | Pontuação               |
| --------- | --- | --------------------- | -------------------- | ---- | ------------------------ | ----------------------- |
| Runner-up | 1.  | 6 de Junho de 2011    | Amarante, Portugal   | Hard | Magali de Lattre         | 1–6, 1–6                |
| Runner-up | 2.  | 3 de Outubro de 2011  | São Paulo, Brasil    | Clay | Paula Cristina Gonçalves | 2–6, 3–6                |
| Runner-up | 3.  | 24 de Outubro de 2011 | Goiânia, Brasil      | Clay | Beatriz Haddad Maia      | 2–6, 0–6                |
| Vencedora | 1.  | 16 de Março de 2013   | Hyderabad 1, Índia   | Hard | Ankita Raina             | 4–6, 7–6(7–5), 7–6(7–3) |
| Vencedora | 2.  | 23 de Março de 2013   | Hyderabad 2, Índia   | Hard | Ankita Raina             | 2–6, 6–3, 6–1           |
| Vencedora | 3.  | 2 de Junho de 2013    | Cantanhede, Portugal | Hard | Alice Balducci           | 6-3, 2-6, 7-5           |

### Pares (0–3)
| Legend               |
| -------------------- |
| $100,000 tournaments |
| $75,000 tournaments  |
| $50,000 tournaments  |
| $25,000 tournaments  |
| $10,000 tournaments  |

| Finais por piso |
| --------------- |
| Dura (0–2)      |
| Saibro (0–1)    |
| Relva (0–0)     |
| Carpete (0–0)   |

| Outcome   | No. | Data                  | Torneio             | Piso   | Parceira            | Oponente                             | Pontuação           |
| --------- | --- | --------------------- | ------------------- | ------ | ------------------- | ------------------------------------ | ------------------- |
| Runner-up | 1.  | 4 de Outubro de 2010  | Espinho, Portugal   | Saibro | Samantha Powers     | Ulrikke Eikeri Lena-Marie Hofmann    | 3–6, 1–6            |
| Runner-up | 2.  | 7 de Novembro de 2011 | Salvador, Brasil    | Duro   | Karina Venditti     | Marcela Bueno Flávia Guimarães Bueno | 6–7(2–7), 1–3, ret. |
| Runner-up | 3.  | 8 de Abril de 2013    | Antalya 14, Turquia | Duro   | Beatriz Haddad Maia | Irina Maria Bara Diana Buzean        | 5–7, 1–6            |